# Acmadenia densifolia
Acmadenia densifolia är en vinruteväxtart som beskrevs av Otto Wilhelm Sonder. Acmadenia densifolia ingår i släktet Acmadenia och familjen vinruteväxter. Inga underarter finns listade i Catalogue of Life.